# 仁箇 (新潟市)
仁箇（にか）は、新潟県新潟市西蒲区の大字。郵便番号は953-0022。

## 概要
1889年（明治22年）から現在の大字。西川左岸、角田山東麓丘陵に位置する。もとは江戸時代から1889年（明治22年）まであった仁箇村の区域の一部。

### 隣接する町字
北から東回り順に、以下の町字と隣接する。
- 松野尾
- 西汰上
- 羽田
- 前田
- 竹野町
- 伏部
- 稲島
- 布目

## 歴史
開発年代は不明。1618年（元和4年）から長岡藩領となる。与板方面からの移住、開拓といわれる。

### 年表
- 1889年（明治22年）4月1日 : 合併により仁ヶ村の大字となる。
- 1901年（明治34年）11月1日 : 合併により峰岡村の大字となる。
- 1955年（昭和30年）1月1日 : 合併により巻町の大字となる。
- 2005年（平成17年）10月10日 : 合併により新潟市の大字となる。
- 2007年（平成19年）4月1日 : 新潟市の政令指定都市移行により、西蒲区の大字となる。

## 世帯数と人口
2018年（平成30年）1月31日現在の世帯数と人口は以下の通りである。
| 大字 | 世帯数  | 人口    |
| ---- | ------- | ------- |
| 仁箇 | 404世帯 | 1,178人 |

## 小・中学校の学区
市立小・中学校に通う場合、学区は以下の通りとなる。
| 番地 | 小学校             | 中学校             |
| ---- | ------------------ | ------------------ |
| 全域 | 新潟市立巻北小学校 | 新潟市立巻西中学校 |

## 主な企業・施設
- 新潟市立巻西中学校

## 交通

### 道路
- 新潟県道2号新潟寺泊線